# Panhard & Levassor Type R

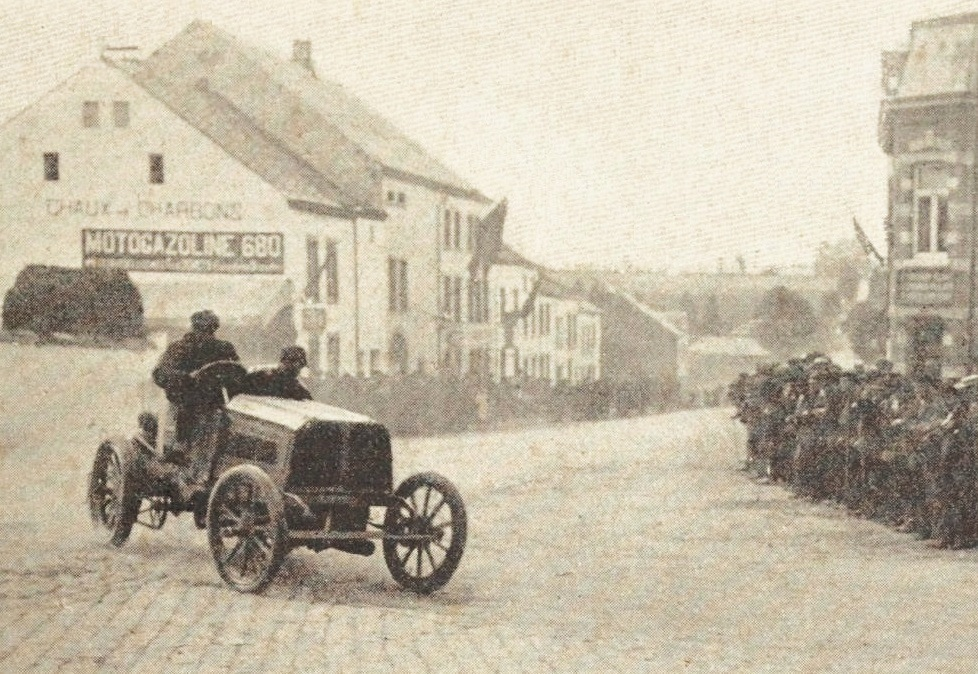
Von 1903

Der Panhard & Levassor Type R ist ein Rennwagen der 1900er Jahre. Hersteller war Panhard & Levassor in Frankreich.

## Beschreibung
Die Fahrzeuge haben einen von Arthur Constantin Krebs entwickelten Ottomotor. In den Motorcodes „S²4M“ und „S³4M“ steht das „S“ für diesen „Centaure allégé“ genannten Motor und die „4“ für die Anzahl der Zylinder.
Es ist ein Vierzylinder-Reihenmotor mit einzeln gegossenen Zylindern. Er hat im ersten Jahr 160 mm Bohrung, 170 mm Hub und 13.672 cm³ Hubraum. Er wurde auch 70 CV Course genannt. 1903 wurde die Bohrung auf 170 mm erweitert, was 15.435 cm³ Hubraum ergab und zur Bezeichnung 100 CV course führte. Das Getriebe hat vier Gänge.
Die Fahrzeuge waren als offene Zweisitzer karossiert.
Von Juli bis Dezember 1903 wurden zehn Fahrzeuge hergestellt und im Folgejahr noch sechs. In Summe sind das 16 Stück, von denen 6 exportiert wurden.
Der Vorgänger Type M hatte einen kleineren Motor.